# Jardín botánico de Warrnambool
El Jardín botánico de Warrnambool (inglés: Warrnambool Botanic Gardens) es un jardín botánico con 8 hectárea de extensión, próximo al centro de Warrnambool, Victoria, Australia.
El código de identificación internacional del "Warrnambool Botanic Gardens" como miembro del "Botanic Gardens Conservation Internacional" (BGCI), así como las siglas de su herbario es WARRN.

## Localización e información
Los Warrnambool Botanic Gardens, se ubican cerca de la "Princes Highway" (A1), en Cockman St, Warrnambool.
Warrnambool Botanic Gardens Cockman St, PO Box 198, Warrnambool, Victoria 3280 Australia.
Planos y vistas de satélite.38°22′26.1834″S 142°29′4.344″E / -38.373939833, 142.48454000
El jardín botánico está abierto todos los días del año.

## Historia
Los "Botanic Gardens in Warrnambool" tienen sus inicios en 1850 con una reserva por parte de la corona de diez acres de terrenos cerca de la desembocadura del río Hopkins. El suelo pobre junto con los fuertes vientos del suroeste forzó su abandono después de algunos años. Charles Scoborio era el primer curador y la reserva de Scoborio es un recordatorio de este intento temprano pero infructuoso para crear un jardín botánico en la ciudad. 
Dos nuevas localizaciones fueron consideradas en 1866. El sitio del "Friendly Society's Park" en el oeste de Warrnambool fue rechazado a favor de los 20 acres del actual jardín botánico. 
En aquel momento el área seleccionada era un yermo silvestre densamente poblado de arbustos, helechos e hierba "tussocky grass" (Themeda australis).
Las dificultades con el sitio y los problemas con la financiación lastraron los primeros años. Finalmente en 1877 un consejo descontento comisionó a William R Guilfoyle (1840–1912) reconocido arquitecto del paisaje para diseñar una disposición apropiada. Guilfoyle sucedió a Ferdinand von Mueller como director del Real Jardín Botánico de Melbourne en 1873. 
Por fin en 1879, el consejo aceptó un plan que incorporó todos los elementos de estilo clásico de Guilfoyle sendas con amplias curvaturas, céspedes recortados con diferentes especímenes de árboles, charcas con agua, densos arbustos que exhiben una rica variedad de plantas y de puntos focales compuestos por plantas en las que resalta la forma y el color tales como Doryanthes, palmas y bambúes. 
Antes de fin de siglo la transformación había ocurrido. Los visitantes de 1891 observaron como el pedazo de tierra antes rugoso, había sido convertido en un parque tranquilo y hermoso. Además habían sido incluidas atracciones adicionales : una fuente con peces dorados y plateados, un cantero de helechos, jardines de rocalla, varias pajareras y una serie de animales tales como monos, canguros, wallabies y conejillos de Indias. Las pajareras y la colección de animales hace mucho tiempo que han desaparecido, pero la fuente y el cantero de helechos restaurados continúan. 
El "Warrnambool Botanic Gardens Conservation and Development Plan" fue llevado a cabo en 1995 gracias a la ayuda de fondos suministrados por la "Commonwealth of Australia" bajo el auspicio del "National Estate Grants Program".

## Colecciones
En este jardín botánico el 50 % de sus colecciones de plantas pertenecen a la flora australiana :
- Colecciones de Doryanthes,
- palmas
- bambús.
- Colección de helechos

El cañón, el arma fue fabricada en las industrias siderúrgicas "Carron Ironworks at Sterling", de Escocia en 1813. La fecha de 1837 en el barril indica probablemente que fue agujereada hacia fuera para convertirlo de un 24Pr a una banda 32Pr en ese año. Pudo originalmente haber sido un arma naval y la reconversión realizada cuando fue traído a tierra. Es muy probable que sea uno de los 15 que se saben pudo haber constituido las defensas de Victoria en 1860. Fue localizado posiblemente en la colina de "Cannon Hill" antes de que las defensas se movieran a "Flagstaff Hill". 